# Andreas Schlotterbeck
Andreas Schlotterbeck (* 2. März 1982 in Berlin) ist ein ehemaliger deutscher Wasserballspieler und heutiger -trainer.
Schlotterbeck gehörte von 2005 bis 2016 zum Stamm der deutschen Wasserballnationalmannschaft. Bis Juli 2013 hatte er rund 250 Länderspiele für Deutschland absolviert. Bei der Weltmeisterschaft 2005 belegte er mit der deutschen Mannschaft Platz 9, bei der Weltmeisterschaft 2007 wurde Deutschland Achter. 2008 belegte das Team den sechsten Platz bei der Europameisterschaft.
Der 1,90 m große Schlotterbeck begann seine Karriere beim SC Wedding, mit dem er zweimal deutscher Juniorenmeister wurde. Ab 1999 spielte der Center für die Wasserfreunde Spandau 04, mit denen er 13-mal Deutscher Meister und 9-mal Pokalsieger wurde. 2014 wechselte er zu Waspo Hannover und 2016 zur SG Neukölln. Dort wurde er nach Ende seiner aktiven Karriere im September 2019 Trainer.
Schlotterbeck ist gelernter Kaufmann für Bürokommunikation und gehört seit 2004 der Sportfördergruppe der Bundeswehr an.